# Vendeuvre
Vendeuvre è un comune francese di 764 abitanti situato nel dipartimento del Calvados nella regione della Normandia.

## Società

### Evoluzione demografica
Abitanti censiti